# Kuwyka
Kuwyka (ros. Кувыка) – wieś (sieło) w Rosji, w obwodzie saratowskim, w rejonie tatiszczewskim. W 2010 liczyła 659 mieszkańców.